# Theridiosoma caaguara
Espèce
Theridiosoma caaguara est une espèce d'araignées aranéomorphes de la famille des Theridiosomatidae.

## Distribution
Cette espèce est endémique du Rio Grande do Sul au Brésil,. Elle se rencontre dans le sur à vers São Francisco de Paula.

## Description
Le mâle holotype mesure 1,53 mm.

## Systématique et taxinomie
Cette espèce a été décrite par Rodrigues et Ott en 2006.

## Étymologie
Cette espèce est nommée en l'honneur des Caaguará. 

## Publication originale
- Rodrigues & Ott, 2006 : « Aranhas da família Theridiosomatidae: espécie nova e novas ocorrências no Brasil. » Iheringia, série Zoologia, vol. 95, no 4, p. 441-443 (texte intégral).